# Station Delft Campus
Station Delft Campus is een op 31 mei 1970 met de naam Delft Zuid geopend station in de plaats Delft, in de Nederlandse provincie Zuid-Holland. Het ligt aan de Oude Lijn, tussen Den Haag HS en Rotterdam Centraal. Verder naar het noorden ligt station Delft.
Het station bedient de wijken Tanthof en Voorhof in het zuiden van Delft en de TU Delft. Het station bevindt zich onder het viaduct van de Kruithuisweg. Beide perrons strekken zich aan beide kanten veel verder uit dan het viaduct.
De naam van het station is in 2019 van Delft Zuid gewijzigd in Delft Campus met ingang van de nieuwe dienstregeling dat jaar. Eind 2021 was een grote verbouwing van het station klaar, waarmee Delft Campus het eerste station in Nederland is dat volledig energieneutraal is.

## Geschiedenis

### Oplevering in 1970
In 1969 werd besloten dat de nieuwe wijken Voorhof en Buitenhof, en de toekomstige wijk Tanthof, voorzien moesten worden van een eigen station. Bij de oplevering in 1970 kreeg het station twee perrons. De beide perrons waren vanaf het viaduct met een trap te bereiken, waar zich ook een fietsenstalling bevond, en het perron had natuurlijke aanlooproutes. 
Het nieuwe station werd voorzien van een zeshoekig stationsgebouwtje (de zogenaamde sextant), opgetrokken uit staal, glas en hout.

### Ontwikkelingen
Rond de eeuwwisseling begon de NS het aantal bemande loketten fors af te bouwen. In plaats daarvan werden her en der kaartautomaten neergezet. Het sextant was sinds 2003 niet meer in gebruik en werd 2006 afgebroken.

### Renovatie omgeving  2009
De omgeving rondom het station werd tussen 2009 en 2011 gerenoveerd. Doel van deze renovatie was vergroting van de sociale veiligheid, verbetering van de bereikbaarheid en vooruitlopend op eventuele toekomstige ontwikkelingen het geven van een impuls aan het gebied. In 2009 werd begonnen met het aanbrengen van nieuwe fietsenstallingen op het Kruithuisviaduct. Het westelijke stationsplein, aan de kant van de Voorhof, werd opnieuw ingericht. Door waterpartijen te dempen werd het plein groter. Het aantal parkeerplaatsen werd vergroot en er werd een nieuwe busbaan aangelegd. Het gemaal, dat er al veel eerder stond, werd in 2012 opnieuw in gebruik genomen.
Aan de oostzijde, de meer verscholen kant richting de TU Delft, werd het fietspad richting het station verbreed en nieuwe openbare verlichting aangelegd. Dichte bosschages rondom het fietspad werden verwijderd ter vergroting van de sociale veiligheid. Aan de westzijde van het station werden drie fietskluizen geplaatst waarmee een ov-fiets kan worden gehuurd. In totaal werden er in de directe omgeving van het station ruim 600 fietsenstallingen bijgeplaatst.

### Verbouwing 2019
ProRail maakte in december 2011 bekend van plan te zijn het traject Rijswijk - Delft Zuid viersporig te maken. Station Delft Campus zou als gevolg hiervan vier sporen krijgen. In december 2014 maakte de staatssecretaris het ontwerptracébesluit bekend. Het tracébesluit werd in december 2016 gepresenteerd. De werkzaamheden aan de uitbreiding begonnen in 2019 en zijn naar verwachting in 2024 gerealiseerd.
In 2019 begonnen de werkzaamheden voor de vernieuwing van het station. Het nieuwe station is ontworpen door Benthem Crouwel Architects. Dit bureau ontwierp ook het ondergrondse deel van station Delft. Er werd een fiets- en wandeltunnel onder de sporen gerealiseerd, vanwaar de perrons met trappen en liften te bereiken zijn. De fietsenstalling op de bovenliggende viaduct en de verbinding vanaf het perron met dat viaduct verdween. De twee zijperrons werden vervangen door twee eilandperrons met aan beide zijden een spoor. Boven deze vier sporen en de perrons werd een overkapping geplaatst, die volledig uit zonnepanelen bestaat. Hierdoor is dit het eerste station in Nederland dat volkomen energieneutraal is. Ook werd de fietsenstalling uitgebreid en werd het plein opgeknapt. In december 2021 waren deze werkzaamheden afgerond. De twee extra sporen worden rond 2024 in gebruik genomen wanneer de verdubbeling tussen Delft en Rijswijk gereed is.

## Stedenbaan
Station Delft Campus zou in de toekomst deel gaan uitmaken van de Stedenbaan. De huidige sprinter zou daarbij door de nieuwe hoogfrequente Stedenbaan vervangen worden.

## Treinen
Het station wordt in de dienstregeling 2025 door de volgende treinseries bediend:
| Serie | Treinsoort    | Route | Bijzonderheden                                                    |
| ----- | ------------- | --- | ----------------------------------------------------------------- |
| 5000  | Sprinter (NS) | Den Haag Centraal – Den Haag HS – Delft – Delft Campus – Schiedam Centrum – Rotterdam Centraal – Rotterdam Blaak – Rotterdam Lombardijen – Dordrecht | Rijdt niet na 20:00 uur en in het weekend.                        |
| 5100  | Sprinter (NS) | Den Haag Centraal – Den Haag HS – Delft – Delft Campus – Schiedam Centrum – Rotterdam Centraal – Rotterdam Blaak – Rotterdam Lombardijen – Dordrecht |                                                                   |
| 5200  | Sprinter (NS) | Den Haag Centraal – Den Haag HS – Delft – Delft Campus – Schiedam Centrum – Rotterdam Centraal – Rotterdam Blaak – Rotterdam Lombardijen – Dordrecht | Rijdt enkel van maandag tot en met donderdag tot circa 19:00 uur. |

## Foto's

### Station Delft Zuid

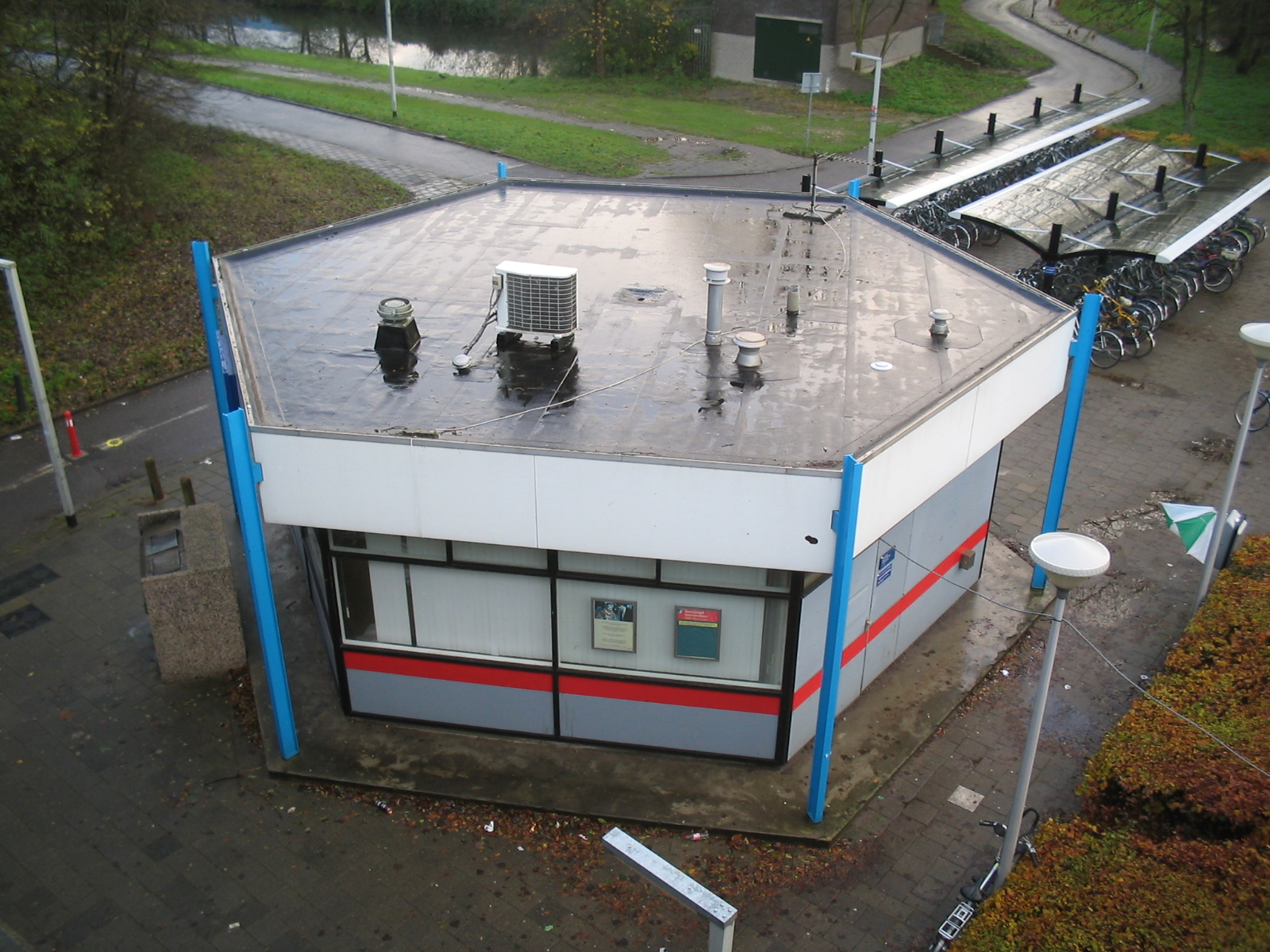
Stationsgebouw van het type sextant (verwijderd rond 2006)
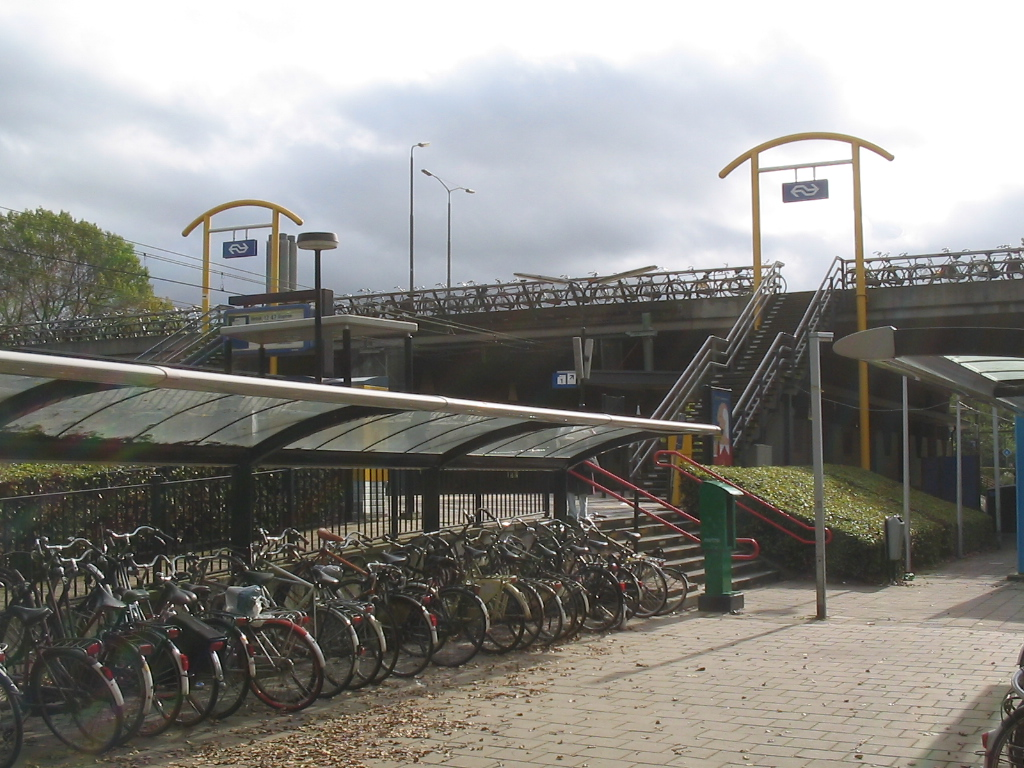
Stationsplein met trapopgangen naar het viaduct
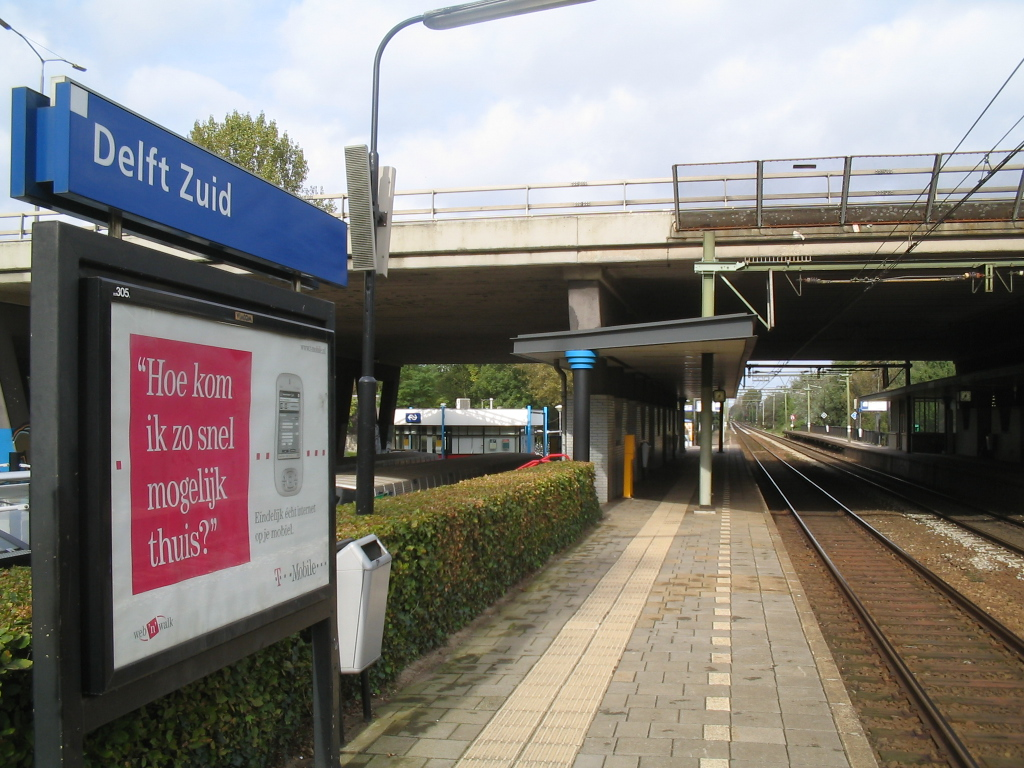
Spoor 2 voor de treinen richting Rotterdam, gekeken naar het noorden

### Verbouwing

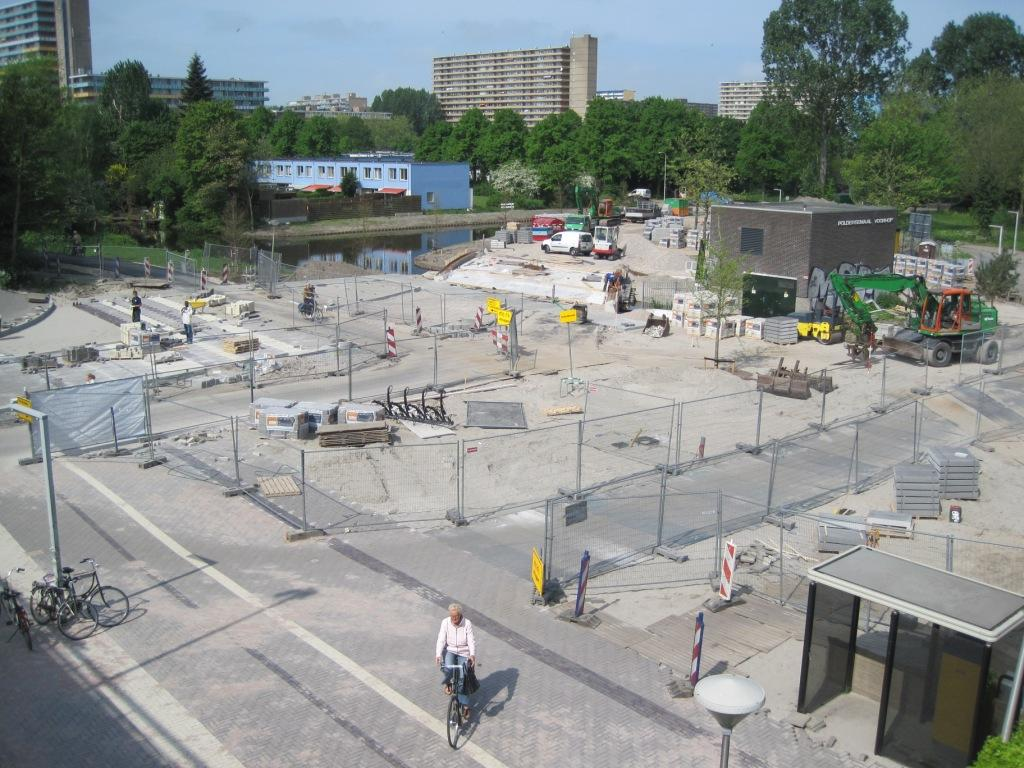
Werkzaamheden in 2011

### Station Delft Campus

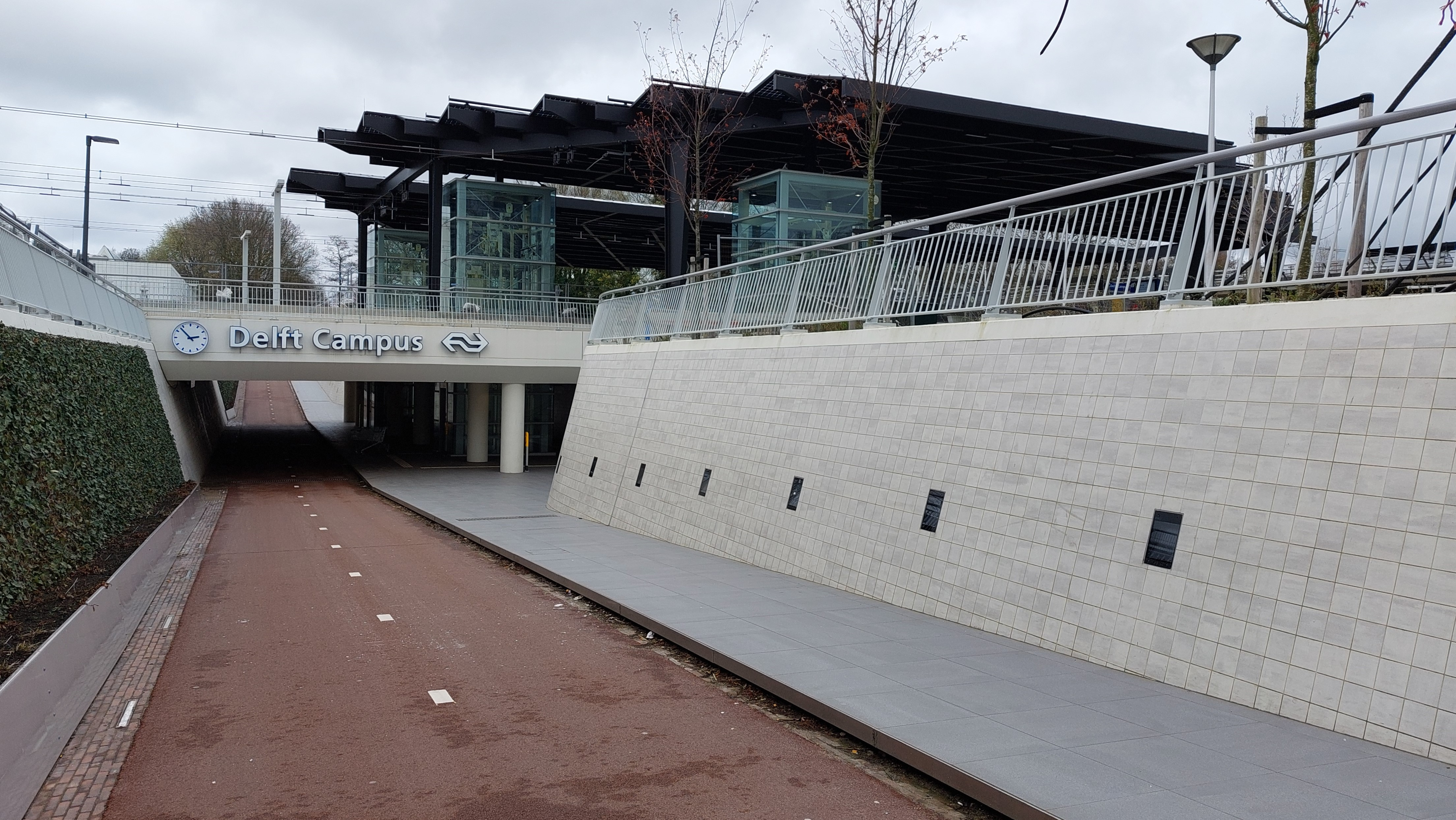
Station met fietstunnel
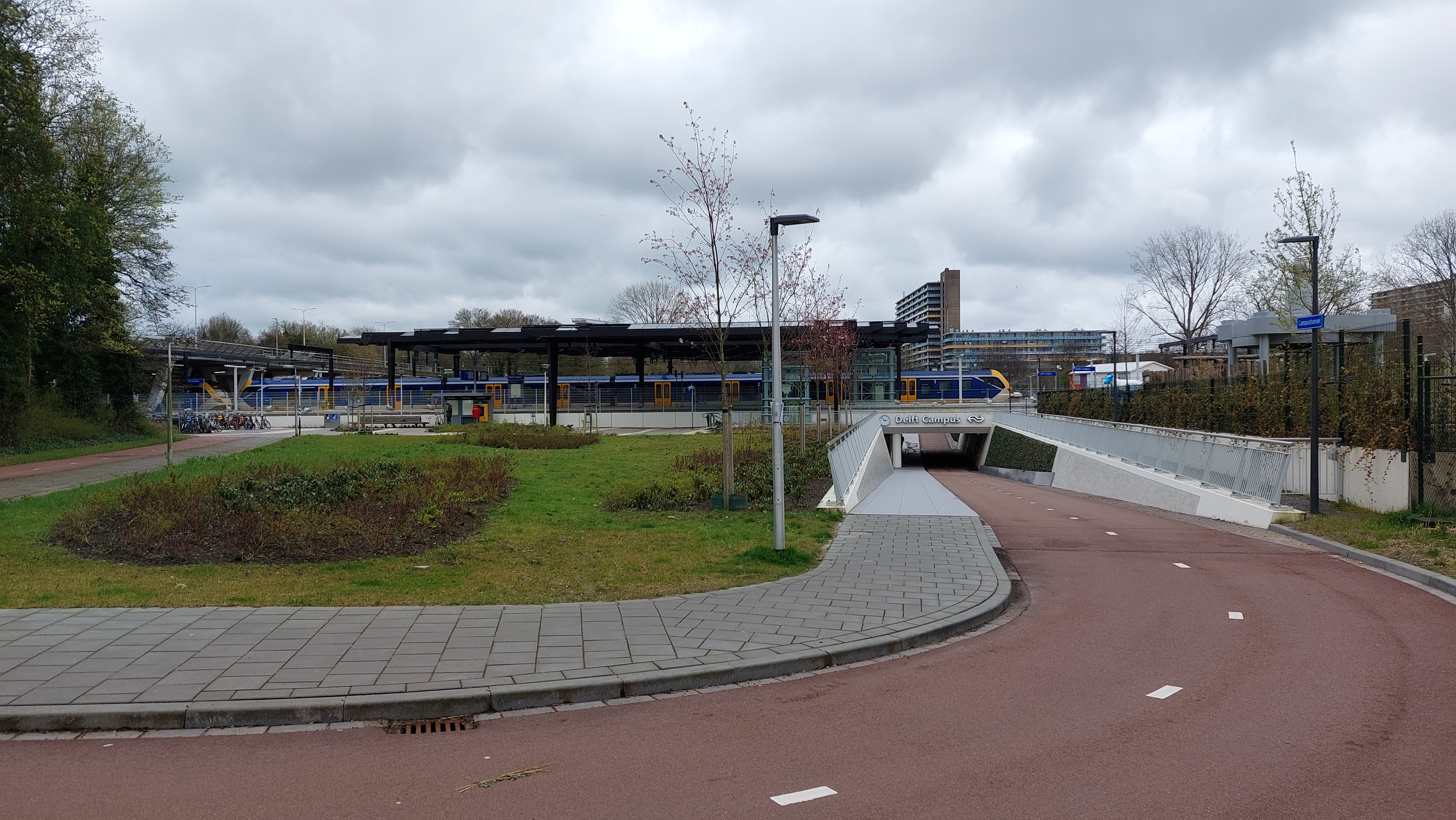
Oostzijde station
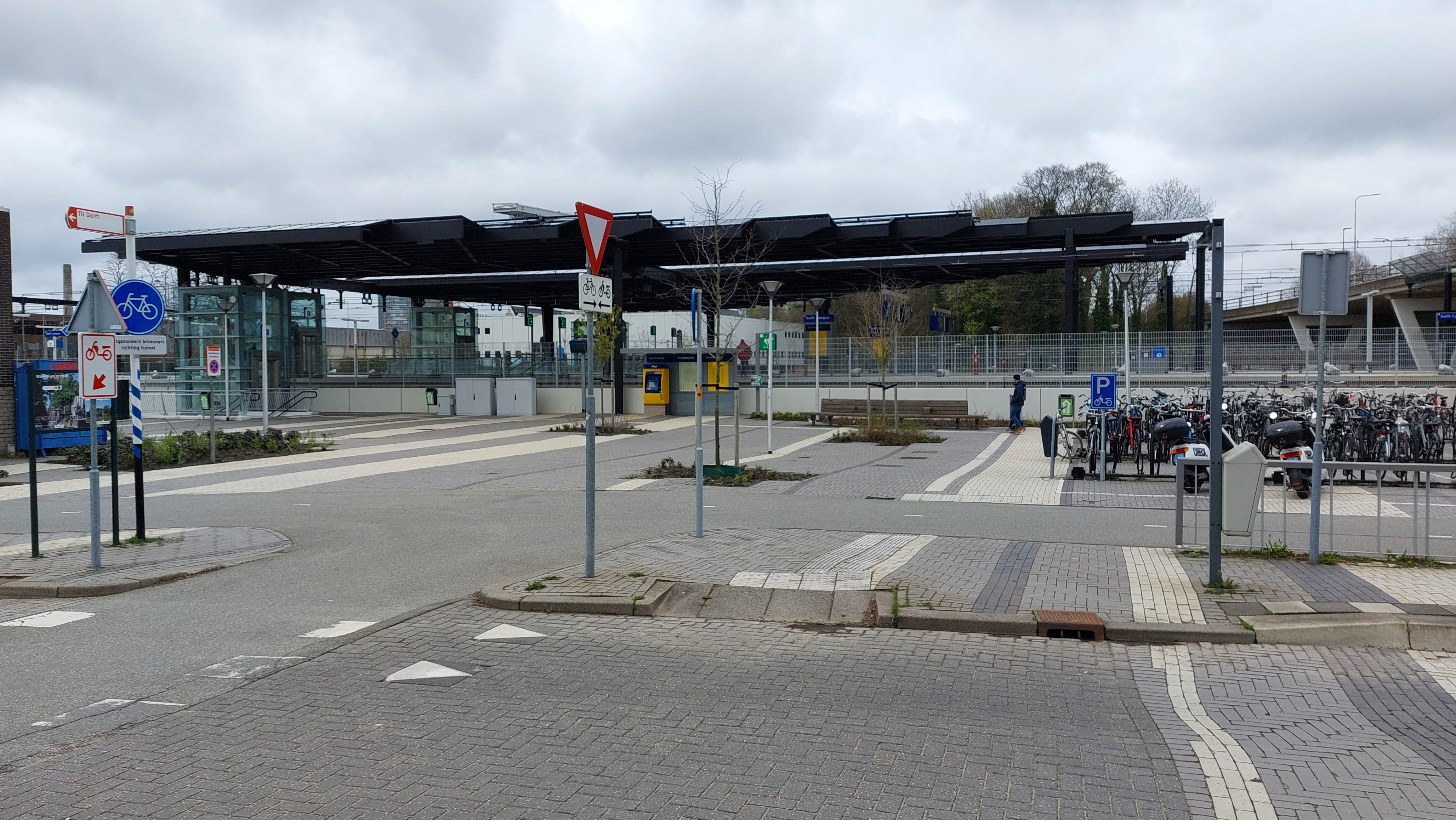
Westzijde station

## Ontwikkeling aantal reizigers
Het aantal door NS vervoerde reizigers (per gemiddelde werkdag) ontwikkelde zich sedert 2019 als volgt:
| Jaar | Aantal reizigers |
| ---- | ---------------- |
| 2019 | 4.719            |
| 2020 | 2.080            |
| 2021 | 2.036            |
| 2022 | 3.131            |
| 2023 | 4.232            |
| 2024 | 4.233            |

## Websites
- Station Delft Zuid op Stationsweb

−1: Amsterdam Centraal ·
−1: Amsterdam Westerdok ·
0: Amsterdam Willemspoort ·
0: Amsterdam d'Eenhonderd Roe ·
3: Amsterdam Sloterdijk ·
9: Halfweg-Zwanenburg ·
14: Haarlem Spaarnwoude
17: Haarlem ·
21: Heemstede-Aerdenhout ·
25: Vogelenzang ·
28: Hillegom ·
30: Veenenburg ·
32: Lisse ·
36: Piet Gijzenbrug ·
38: Voorhout ·
41: Postbrug ·
42: Warmond ·
46: Leiden Centraal ·
48: De Vink ·
51: Voorschoten ·
54: Statistiek ·
57: Den Haag Mariahoeve ·
59: Den Haag Laan van NOI ·
61: Den Haag HS ·
63: Den Haag Moerwijk ·
65: Rijswijk ·
69: Delft ·
71: Delft Campus ·
77: Kethel ·
80: Schiedam Centrum ·
82: Beukelsdijk ·
84: Rotterdam Delftse Poort ·
84: Rotterdam Centraal
Alphen a/d Rijn ·
Arkel · 
Barendrecht · 
Bodegraven · 
Boskoop · 
-Snijdelwijk · 
Boven Hardinxveld · 
Capelle Schollevaar · 
De Vink · 
Delft · 
-Campus · 
Den Haag:
-Centraal · 
-HS ·
-Laan van NOI · 
-Mariahoeve · 
-Moerwijk · 
-Ypenburg · 
Dordrecht · 
-Stadspolders ·
-Zuid ·
Gorinchem · 
Gouda · 
-Goverwelle · 
Hardinxveld:
-Blauwe Zoom · 
-Giessendam · 
Hillegom · 
Lansingerland-Zoetermeer · 
Leiden:
-Centraal · 
-Lammenschans · 
Nieuwerkerk a/d IJssel · 
Rijswijk · 
Rotterdam:
-Alexander · 
-Blaak · 
-Centraal · 
-Lombardijen · 
-Noord · 
-Stadion · 
-Zuid · 
Sassenheim · 
Schiedam Centrum · 
Sliedrecht · 
-Baanhoek · 
Voorburg · 
Voorhout · 
Voorschoten ·
Waddinxveen · 
-Noord ·
-Triangel ·
Zoetermeer · 
-Oost · 
Zwijndrecht
Geplande stations:
Gorinchem Noord · Hazerswoude-Koudekerk · Schiedam Kethel
Voormalige stations: zie de lijst van voormalige spoorwegstations in Zuid-Holland